# Chicago Ridge
Chicago Ridge är en ort (village) i Cook County, i delstaten Illinois, USA. Enligt United States Census Bureau har orten en folkmängd på 14 366 invånare (2011) och en landarea på 5,8 km².